# Winning: The Racing Life of Paul Newman
Winning: The Racing Life of Paul Newman je americký dokumentární film z roku 2015, který režírovali Adam Carolla a Nate Adams. Je natočen podle stejnojmenné knihy, kterou napsali Mat Stone a Preston Lerner. Film je kronikou 35leté kariéry Paula Newmana v automobilových závodech a jeho závodního života jako jezdce i majitele.
Film měl premiéru 16. dubna 2015 v Los Angeles. Do kin a na video na vyžádání byl uveden 8. května 2015.